# Pancířnatci
Pancířnatci (Placodermi), také pancířnatí, je vymřelá třída rybovitých obratlovců. Období jejich výskytu sahá od spodního devonu do spodního karbonu.

## Stavba těla

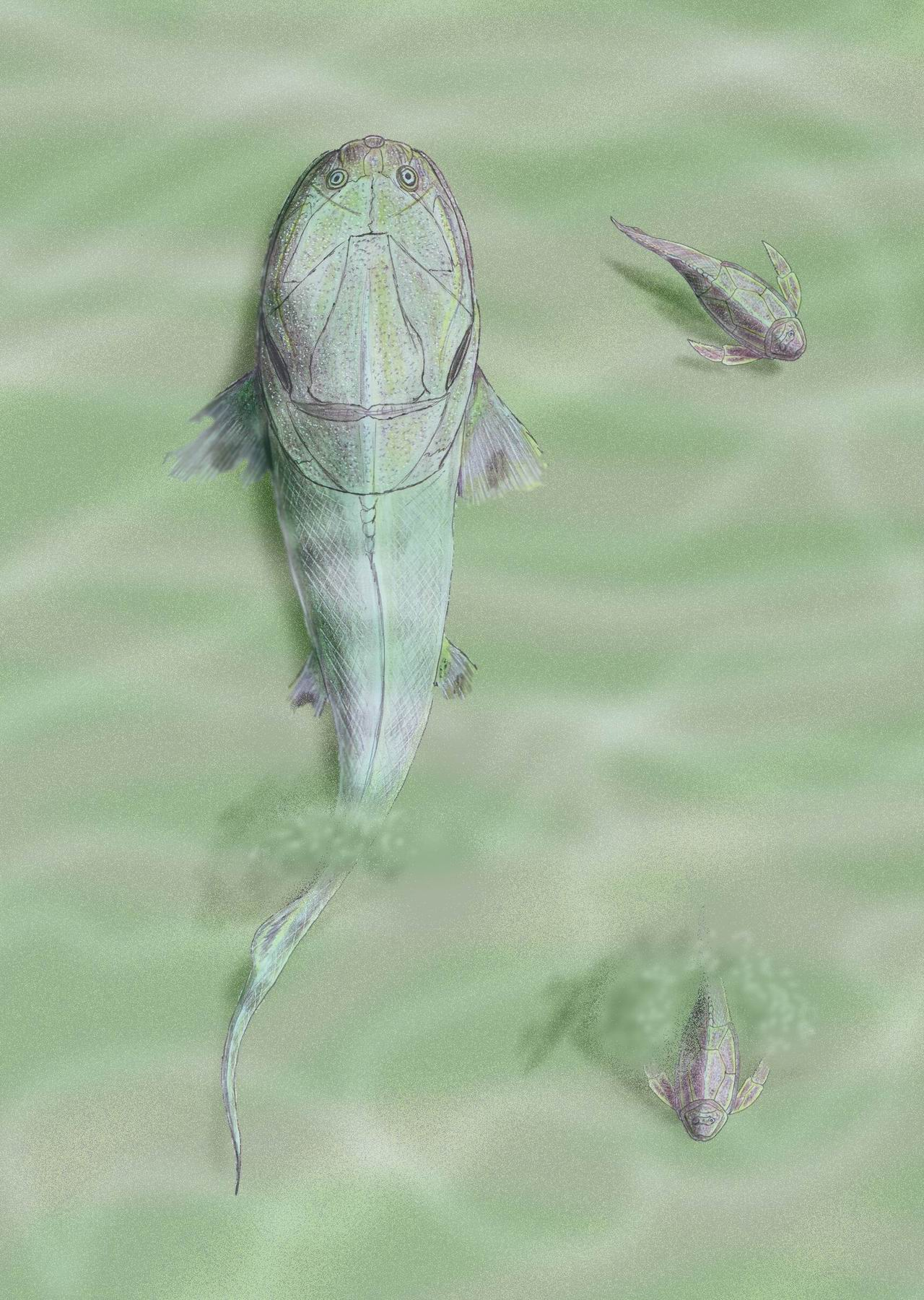
Homostius

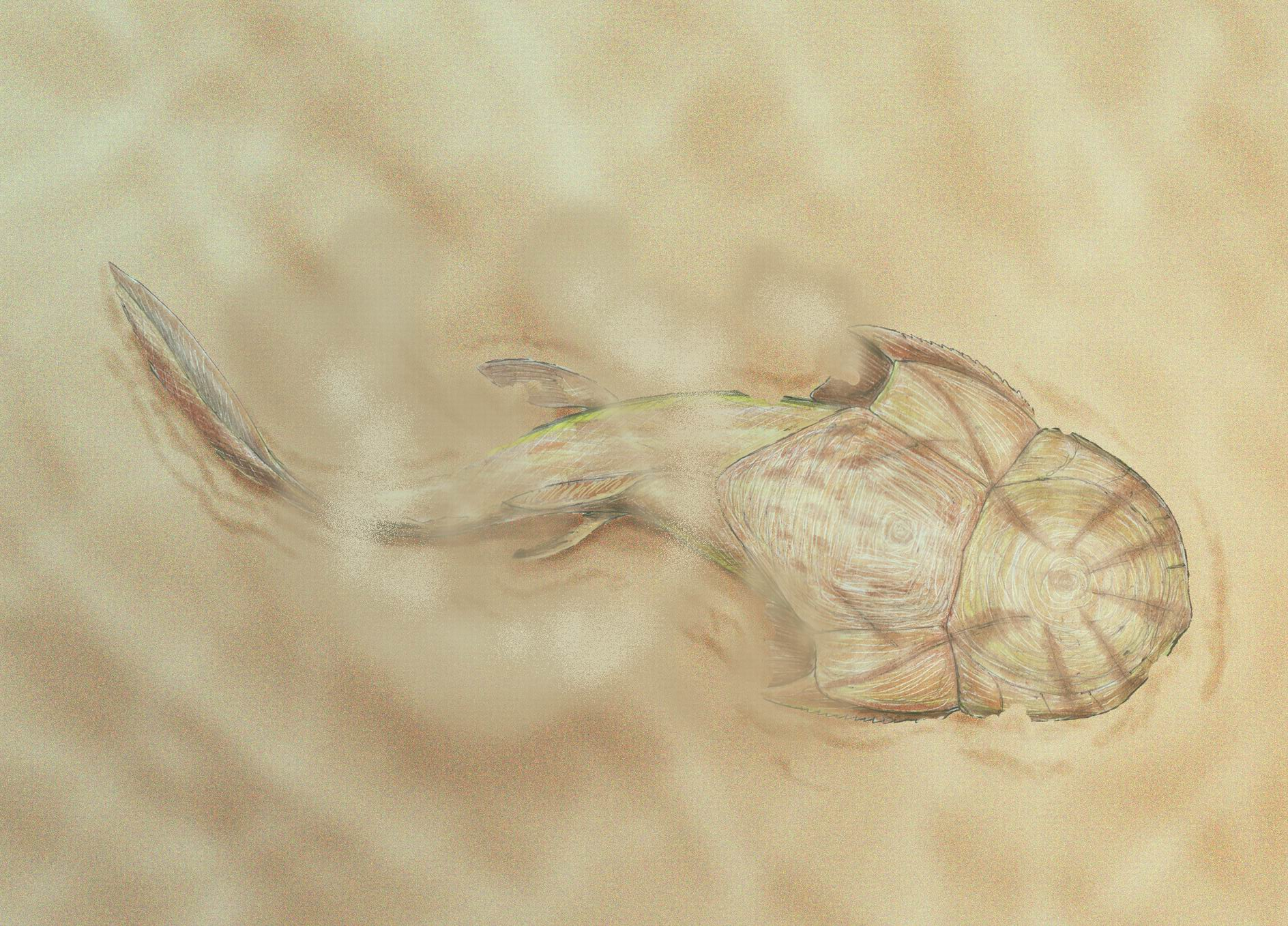
Phyllolepis

Pancířnatci mají kostěný hlavohrudní krunýř a dorzoventrálně zploštělé tělo. Nemají pravé zuby, pouze výběžky dermálních kostí na čelistech. Samci měli navíc svalovinou pokryté výběžky z pánevního pletence , které zasouvali do samic, aby do nich přenesli sperma.

## Počátky pohlavního styku
Vědci se původně domnívali, že obratlovci se začali vnitřně oplozovat před 350 milióny let (nadřád žraloků a jejich příbuzných). Nicméně nové fosilní nálezy, které objevil John A. Long a jeho tým roku 2005 v Gogo Station v severozápadní Austrálii, na které se v pozdně devonském období tropický útes, dokazují, že vyhynulí pancířnatci, kteří žili před 375 miliony let v devonském období, se jako první živorodě rozmnožovali, tedy rodili živá mláďata. Ačkoliv měli méně potomků, než ostatní živočichové v tomto období, kteří se rozmnožovali pomocí tření, byli jejich potomci větší a odolnější.

### Nalezené fosílie
Fosílie z Gogo jsou známy tím,že se dokonale zachovaly (často i v trojrozměrné podobě). Když J.A.Long odstranil vápenec, objevil u kořene zvířecího ocasu na neznámé struktury. Nejednalo se však o potravu ryby, nýbrž o embryo, které mělo stejné typické rysy jako dospělý jedinec. Jeho kosti byly neponičené a částečně členité. Navíc okolo embrya byla ovinuta zmineralizovaná pupeční šňůra, která embryo zásobovala živinami ze žloutkového váčku. Tuto rybu pojmenovali Materpiscis attenboroughi (v překladu „Attenboroughova rybí maminka“).